# Wulff-Affäre

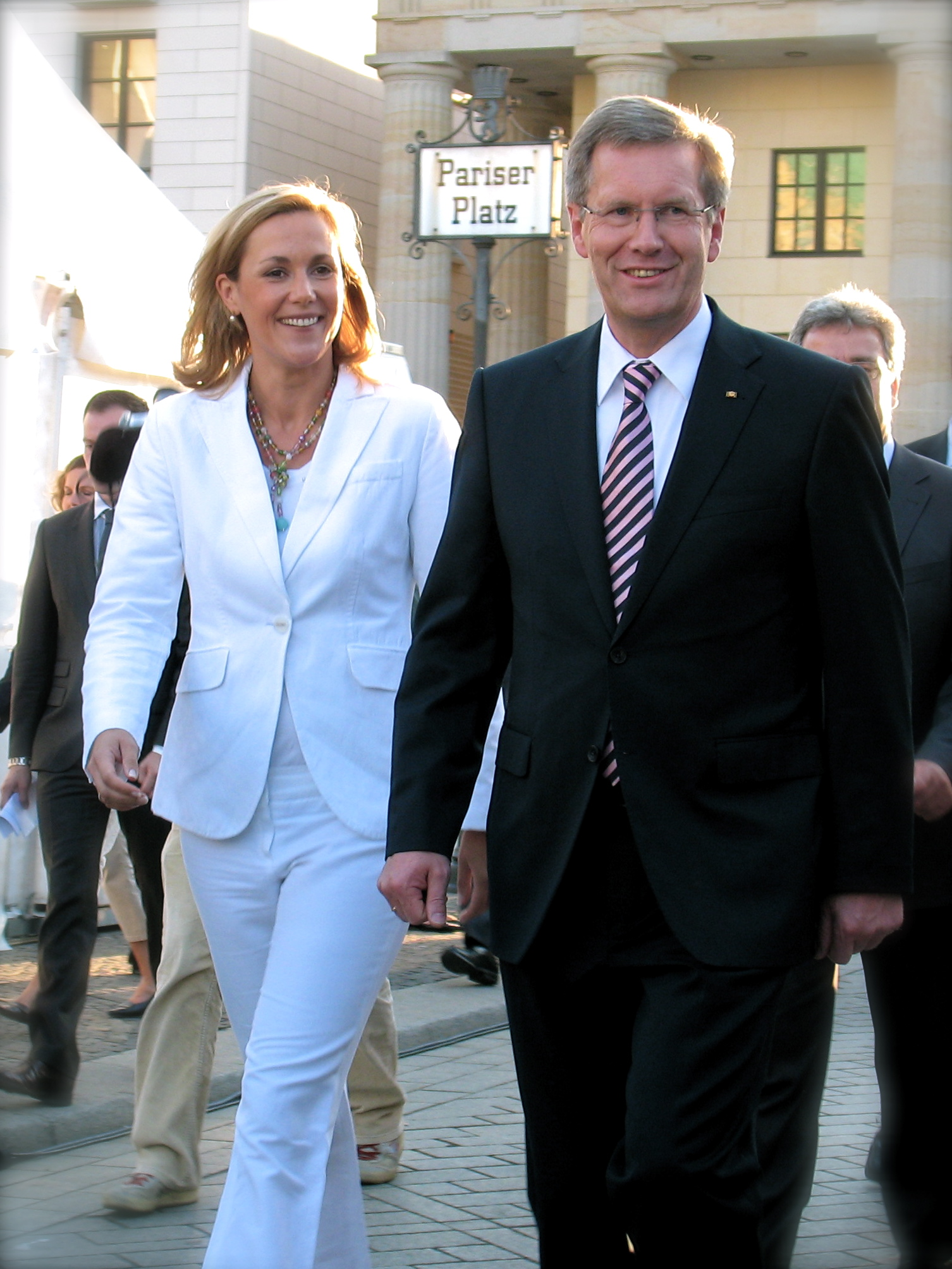
Bettina und Christian Wulff (2010)

Als Wulff-Affäre wird eine Affäre um den ehemaligen Bundespräsidenten Christian Wulff bezeichnet; sie begann im Dezember 2011 und führte im Februar 2012 zu seinem Rücktritt. Von dem dabei erhobenen Vorwurf der Vorteilsnahme wurde er 2014 gerichtlich freigesprochen.
Es ging zunächst um den Vorwurf, Wulff habe im niedersächsischen Landtag eine Kleine Anfrage, die auf die Finanzierung seines Eigenheims zielte, unzutreffend beantwortet (sogenannte Kreditaffäre). Anschließend wurde Wulff vorgeworfen, er habe versucht, die Berichterstattung darüber zu verhindern (sogenannte Medienaffäre). In dessen Folge wurden immer wieder neue Vorwürfe wegen früherer Verhaltensweisen aus Wulffs Zeit als Ministerpräsident erhoben. Die Staatsanwaltschaft Hannover nahm schließlich anlässlich einer Urlaubsreise nach Sylt, die der Filmproduzent David Groenewold bezahlt haben soll, Ermittlungen wegen des Verdachts der Vorteilsannahme auf und beantragte die Aufhebung von Wulffs Immunität als Bundespräsident. Wulff trat daraufhin zurück.
Nach 13 Monaten Ermittlungen mit insgesamt 21 Verdachtsfällen erhob die Staatsanwaltschaft im März 2013 den Vorwurf der Bestechlichkeit über 400 Euro und beantragte den Erlass eines Strafbefehls über 20.000 Euro gegen Wulff. In den übrigen 20 Verdachtsfällen konnten keine Verstöße von Wulff ermittelt werden. Nachdem Wulff das Angebot der Staatsanwaltschaft, das Verfahren gegen ihn gegen Geldauflage einzustellen, abgelehnt hatte, erhob die Staatsanwaltschaft am 12. April 2013 Anklage wegen Bestechlichkeit und Bestechung beim Landgericht Hannover gegen Wulff und Groenewold. Das Gericht ließ die Anklage am 27. August 2013 zu, reduzierte den Vorwurf jedoch auf Vorteilsannahme und Vorteilsgewährung. Am 27. Februar 2014 wurden Wulff und Groenewold freigesprochen, Groenewold allerdings wegen einer falschen eidesstattlichen Versicherung verwarnt. Das Gericht erklärte außerdem, Wulff stehe „für die erlittenen Durchsuchungen“ eine Entschädigung zu. Die Staatsanwaltschaft legte am 5. März 2014 Revision gegen das Urteil ein, nahm diese am 13. Juni aber wieder zurück, so dass der Freispruch rechtskräftig ist.

## Übersicht
Ende 2011 wurden in der Presse Vorwürfe erhoben, Wulff habe eine Anfrage im niedersächsischen Landtag im Jahr 2010 falsch beantwortet. In der Frage ging es um geschäftliche Beziehungen zum Unternehmer Egon Geerkens. Wulff hatte angegeben, es bestünden keine geschäftlichen Beziehungen. Die Bildzeitung hatte ermittelt, dass Wulff für den Kauf eines Hauses in Großburgwedel im Jahr 2008 einen Kredit über 500.000 Euro von Geerkens’ Ehefrau erhalten habe. Geerkens teilte danach dem Spiegel mit, er habe dazu die Verhandlungen geführt und sei an der Abwicklung beteiligt gewesen.
Das Verhalten wird teils als Verstoß gegen das niedersächsische Ministergesetz angesehen. Der Kredit sei zu besonders günstigen Konditionen abgeschlossen worden. Wulff habe Geerkens als „Gegenleistung“ als Vertreter der niedersächsischen Wirtschaft auf Auslandsreisen mitgenommen. Wulff erklärte, der „private“ Kredit sei marktüblich verzinst und habe keinen Amtsbezug aufgewiesen. Nach Ansicht der Staatsanwaltschaft gilt, dass „das Geschehen insgesamt als plausibel und strafprozessual unverdächtig erscheint“.
Wulff versuchte nach eigenen Angaben, die Berichterstattung durch einen Anruf bei Bild und die Drohung mit einer Strafanzeige zu verzögern. Seitens der Zeitung wurde der Anruf als Versuch gewertet, die Berichterstattung in Gänze zu unterbinden.
Die Berichte über diese Vorgänge lösten weitere Recherchen aus. So wurde kritisiert, dass Wulff mehrfach Urlaubseinladungen von Managern und Unternehmern angenommen habe; der erklärte, die aus seiner Sicht freundschaftlichen Einladungen hätten keinen Bezug zu seiner Amtsführung gehabt. Ein weiterer Vorwurf betraf die Finanzierung eines privaten Wirtschaftstreffens („Nord-Süd-Dialog“); die Antwort der Regierung Wulff auf eine diesbezügliche Anfrage des Landtags sei unrichtig gewesen. Der Veranstalter dieses Treffens, Manfred Schmidt, hatte zudem Wulffs Feier nach dessen Wahl zum Bundespräsidenten finanziert. Schließlich wurde bekannt, dass Geerkens Mandant der Anwaltskanzlei war, bei der Wulff bis 2011, zunächst als angestellter Anwalt und zuletzt als freier Mitarbeiter, tätig war. Diese Beziehung wird teils als „geschäftliche Beziehung“ im Sinne der Anfrage des Landtags aus dem Jahr 2010 angesehen. Wulff weist darauf hin, dass er Geerkens nie persönlich beraten habe.
Die Vorwürfe zogen in Presse, Politik und Rechtswissenschaft zahlreiche Rücktrittsforderungen nach sich. Die Mehrheit der Bevölkerung plädierte seit Mitte Januar 2012 für einen Rücktritt. Die Staatsanwaltschaften Berlin und Hannover sowie die Generalstaatsanwaltschaft Stuttgart prüften, ob ein Anfangsverdacht wegen Vorteilsannahme im Amt bestehe.
Am 17. Februar 2012, nach 597 Tagen Amtszeit, trat Wulff infolge des Antrags auf Aufhebung der Immunität im Zuge von geplanten Ermittlungen der Staatsanwaltschaft Hannover wegen des Verdachts der Vorteilsannahme vom Amt des Bundespräsidenten zurück.

## Vorgeschichte: Gerüchte über die Eigenheimfinanzierung und die Klage auf Grundbucheinsicht des Spiegel-Magazins
Wegen langjähriger Gerüchte, Wulff habe das Geld für sein Haus von Carsten Maschmeyer erhalten, hatte Der Spiegel am 17. August 2011 das Recht auf Einsicht in das Grundbuch seines Grundstücks vor dem Bundesgerichtshof erstritten. Da im Grundbuch lediglich eine Eigentümergrundschuld eingetragen, also kein Kreditgeber erkennbar war, verlangte die Bild von Wulff Auskunft über die Finanzierung. Wulff gab dazu zunächst an, einen Kreditvertrag mit der BW-Bank geschlossen zu haben. Dieser wurde tatsächlich aber erst nach der Anfrage im Landtag über geschäftliche Beziehungen zu Egon Geerkens im Februar 2010 abgeschlossen. Auf Nachfrage räumte Wulff ein, zuvor einen Kreditvertrag mit Edith Geerkens abgeschlossen und diesen Kredit später durch den Kredit der BW-Bank abgelöst zu haben.

### „Kreditaffäre“

#### Der umstrittene Kredit von Edith Geerkens

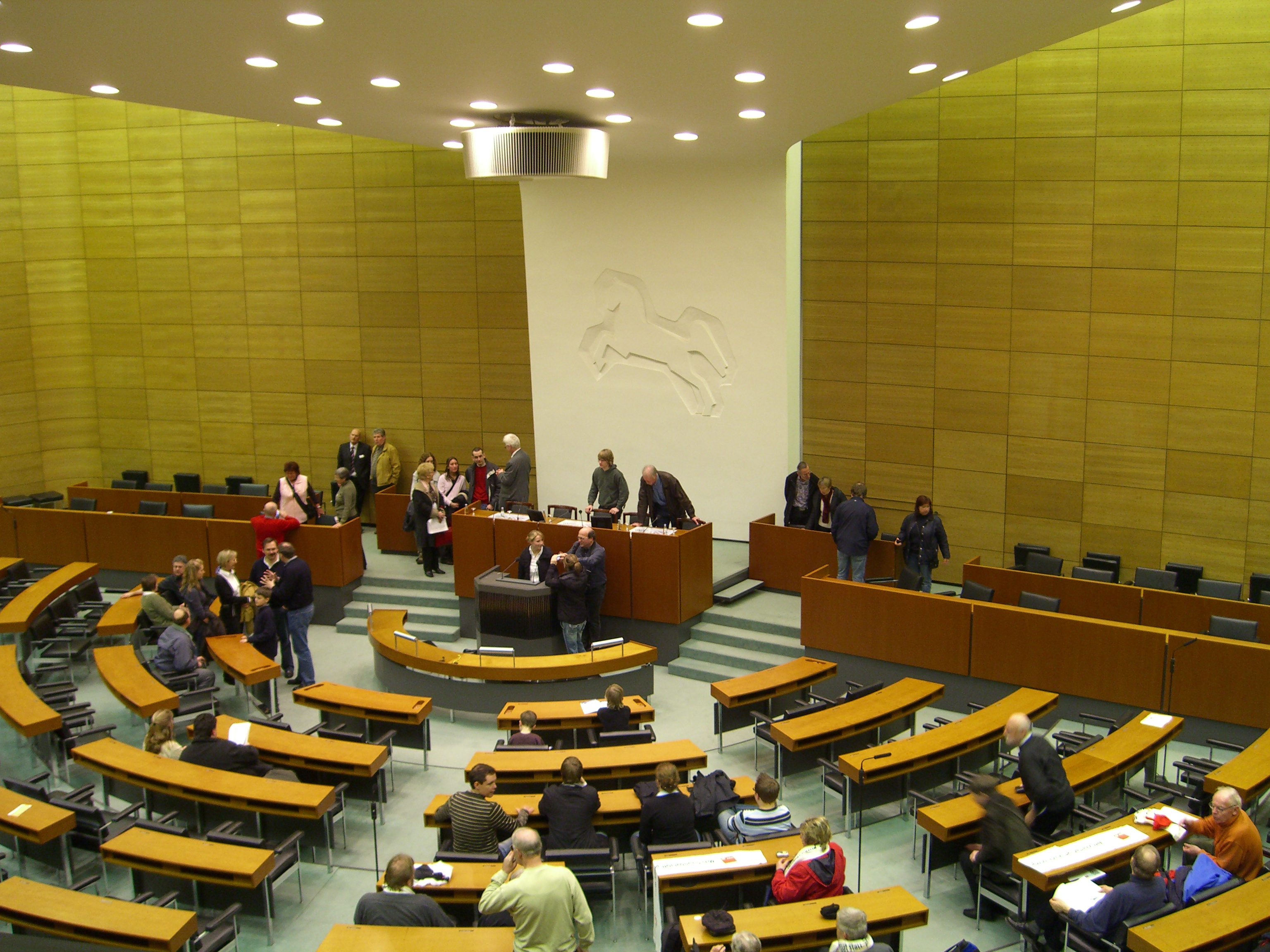
Die Vermutung einer Falschaussage im niedersächsischen Landtag stand am Beginn der Affäre Wulff. Das Bild zeigt den Plenarsaal.

Am 13. Dezember 2011 berichtete Bild, dass das Ehepaar Wulff am 25. Oktober 2008 von der befreundeten Unternehmergattin Edith Geerkens einen Privatkredit über 500.000 Euro entgegengenommen habe. Der Zinssatz des Darlehens betrug vier Prozent. Der Darlehensbetrag wurde durch einen von Egon Geerkens ausgestellten und durch das Girokonto seiner Frau gedeckten Bundesbankscheck ausgezahlt. Das Darlehen sollte der Finanzierung eines Privathauses dienen.
Wulff hatte diese Tatsache im Rahmen einer Befragung im niedersächsischen Landtag vom 10. Februar 2010 nicht angegeben. Am 18. Februar 2010 antwortete Wulff auf die Frage
„Gab es geschäftliche Beziehungen zwischen Christian Wulff […] und Herrn Egon Geerkens oder […] irgendeiner Firma, an der […] Herr Geerkens als Gesellschafter beteiligt war […]?“
wie folgt:
„Zwischen Ministerpräsident Wulff und den in der Anfrage genannten Personen und Gesellschaften hat es in den letzten zehn Jahren keine geschäftlichen Beziehungen gegeben.“
In Presseberichten wird bezweifelt, ob das Geld tatsächlich von Edith Geerkens stammt. Die Plausibilität von Wulffs Angabe wird aus mehreren Gründen infrage gestellt: Zum einen sagte Egon Geerkens 2011 dem Spiegel, er habe die Verhandlungen über den Kredit geführt; lediglich die Auszahlung des Kredits sei über ein Konto seiner Frau erfolgt, für das er aber eine Vollmacht habe. Wörtlich sagte er hinsichtlich des anonymen Schecks: „Ich wollte nicht, dass irgendein Bank-Azubi sieht, dass so viel Geld von mir an Wulff fließt.“ Geerkens sagte auch, das Freundschaftsverhältnis bestehe vor allem zwischen ihm und Wulff, nicht zwischen Wulff und seiner Frau. Auch wenn das Geld tatsächlich von Edith Geerkens stammt, sei, so der Rechtswissenschaftler Alexander Schall, in dem Sachverhalt zumindest ein Kreditauftrag zu sehen, der eine geschäftliche Beziehung in Form einer Bürgschaft von Egon Geerkens gegenüber Wulff begründet.
Zum anderen wird berichtet, Edith Geerkens habe sich selbst im Jahr 2008 von ihrem Mann eine Million Euro für einen Hauskauf in Florida geliehen. Wulff dagegen sagte in einem Fernsehinterview Anfang Januar, Edith Geerkens habe nach einer Anlagemöglichkeit für seinerzeit ungenutztes Vermögen gesucht und ihm daher den Kredit gewährt.
Nach Auffassung von Staatsrechtlern wie Hans Herbert von Arnim, Professor an der Hochschule für Verwaltungswissenschaften Speyer, verstieß Wulff damit gegen das niedersächsische Ministergesetz, das die Annahme von Belohnungen und Geschenken, wozu auch verbilligte Kredite zählen, mit Bezug auf das Amt verbietet. Von Arnim sieht den Amtsbezug in der Tatsache, dass Geerkens im Zeitraum der Erteilung und Auszahlung des Kredits mehrfach an Dienstreisen von Wulff ins Ausland teilgenommen hat. Zwar seien diese auf eigene Kosten erfolgt; dennoch sei in der Mitnahme als solcher ein „Mehrwert“ zu sehen. Zudem sei schon objektiv kein Grund für die Teilnahme Geerkens erkennbar gewesen, weil dieser bereits im Ruhestand gewesen sei und daher nicht als Mitglied einer Wirtschaftsdelegation der Einwerbung von Aufträgen für niedersächsische Unternehmer habe dienen können. Von Arnim untermauerte diese Ansicht mit einem Gutachten für die Februar-Ausgabe der Zeitschrift Neue Zeitschrift für Verwaltungsrecht, das am 14. Januar 2012 vorabveröffentlicht wurde. Ein Online-Artikel des NDR verweist zudem auf das „Verbot der Annahme von Belohnungen und Geschenken“, das einen „Vorteil“ in „besonderen Vergünstigungen bei Privatgeschäften (z. B. zinslose oder zinsgünstige Darlehen, Berechtigungsscheine, Rabatte)“ sieht. Nach Ansicht des Kölner Finanzrechtlers Uwe Diekmann hat sich Wulff durch das Darlehen der Geerkens gegenüber einer normalen Kreditaufnahme ohne Sicherheiten zu den damals üblichen acht bis zehn Prozent einen Vorteil von rund 20.000 Euro pro Jahr verschafft. Laut dem Finanztest-Chefredakteur Hermann-Josef Tenhagen betrug im Jahr 2008 der Mindestzinssatz für ein Darlehen zur Baufinanzierung 4,6 Prozent, wobei es damals gänzlich unüblich gewesen sei, ein solches für 120 Prozent der Bausumme zu vergeben.
Wulffs damaliger Sprecher Olaf Glaeseker wies einen Verdacht der Täuschung zurück und behauptete, dass die Anfrage der Landtagsabgeordneten Stefan Wenzel und Ursula Helmhold im Zuge der Flugticketaffäre „korrekt beantwortet“ worden sei; es habe keine geschäftlichen Beziehungen zum Unternehmen gegeben. Wulff bedauerte, dass durch seine Aussagen zu dem Privatkredit ein falscher Eindruck entstanden sein könnte und kündigte an, „Transparenz“ herzustellen und betreffende Unterlagen zu dem privaten Darlehen bei einem Anwaltsbüro zu hinterlegen. Der Ältestenrat des niedersächsischen Landtags sollte am 20. Dezember 2011 darüber beraten, ob Wulff mit der Annahme des Kredits von Dritten und wegen der Finanzierung von Urlaubsreisen durch Dritte gegen § 5 Abs. 4 des Niedersächsischen Ministergesetzes verstoßen habe, wonach „Mitglieder der Landesregierung […], auch nach Beendigung ihres Amtsverhältnisses, keine Belohnungen und Geschenke in Bezug auf ihr Amt annehmen“ dürfen. Die Sitzung wurde allerdings unmittelbar nach Beginn und ohne Diskussion der Sache auf Antrag von CDU und FDP mit dem Hinweis auf geeignete parlamentarische Instrumente ergebnislos beendet. Am 22. Dezember 2011 entband Lothar Hagebölling, der Leiter des Bundespräsidialamtes, Olaf Glaeseker von seinen dienstlichen Aufgaben als Sprecher des Bundespräsidenten. Glaeseker hatte dem Vernehmen nach selbst um seine Entlassung gebeten.
Trotz intensiver Ermittlungen ergab sich für keinen der obigen Vorwürfe ein Anhaltspunkt. Die Beziehungen zu den befreundeten Unternehmern und die von ihnen gewährten Vergünstigungen ließen „das Geschehen insgesamt als plausibel und strafprozessual unverdächtig erscheinen“, teilte die Staatsanwaltschaft Hannover mit.
In den Medien wurde weitgehend verschwiegen, dass Egon Geerkens ein langjähriger Freund der Familie Wulff war und dieser immer als reicher Geschäftsfreund von Wulff dargestellt. Erst im April 2013 konnte man in der Süddeutschen Zeitung im Zusammenhang mit den Ermittlungen der Staatsanwaltschaft darüber lesen.
„Der frühere Unternehmer Egon Geerkens, der ein väterlicher Freund von Wulff war, hat diese Peinlichkeiten bei seiner Vernehmung im Juni vorigen Jahres auch mal erlebt und später benannt. Er hatte erzählt, dass er seit über 33 Jahren Wulff kenne, den inzwischen verstorbenen Vater Wulff auch, dass er Wulff beim Studium finanziell unterstützt, anlässlich von Hochzeiten auch mit Geld geholfen habe, aber er möge Wulff sehr. In einem Vertrag sei geregelt worden, dass Wulff für den Fall, dass Geerkens und dessen Frau ums Leben kämen, sich um die kleinen Töchter von Geerkens als Pflegevater kümmern solle. Es bestand also ein familienähnliches Verhältnis zwischen Geerkens und Wulff. Der Oberstaatsanwalt, der ihn vernahm, verstand das sofort.“

#### Der Kredit der BW-Bank

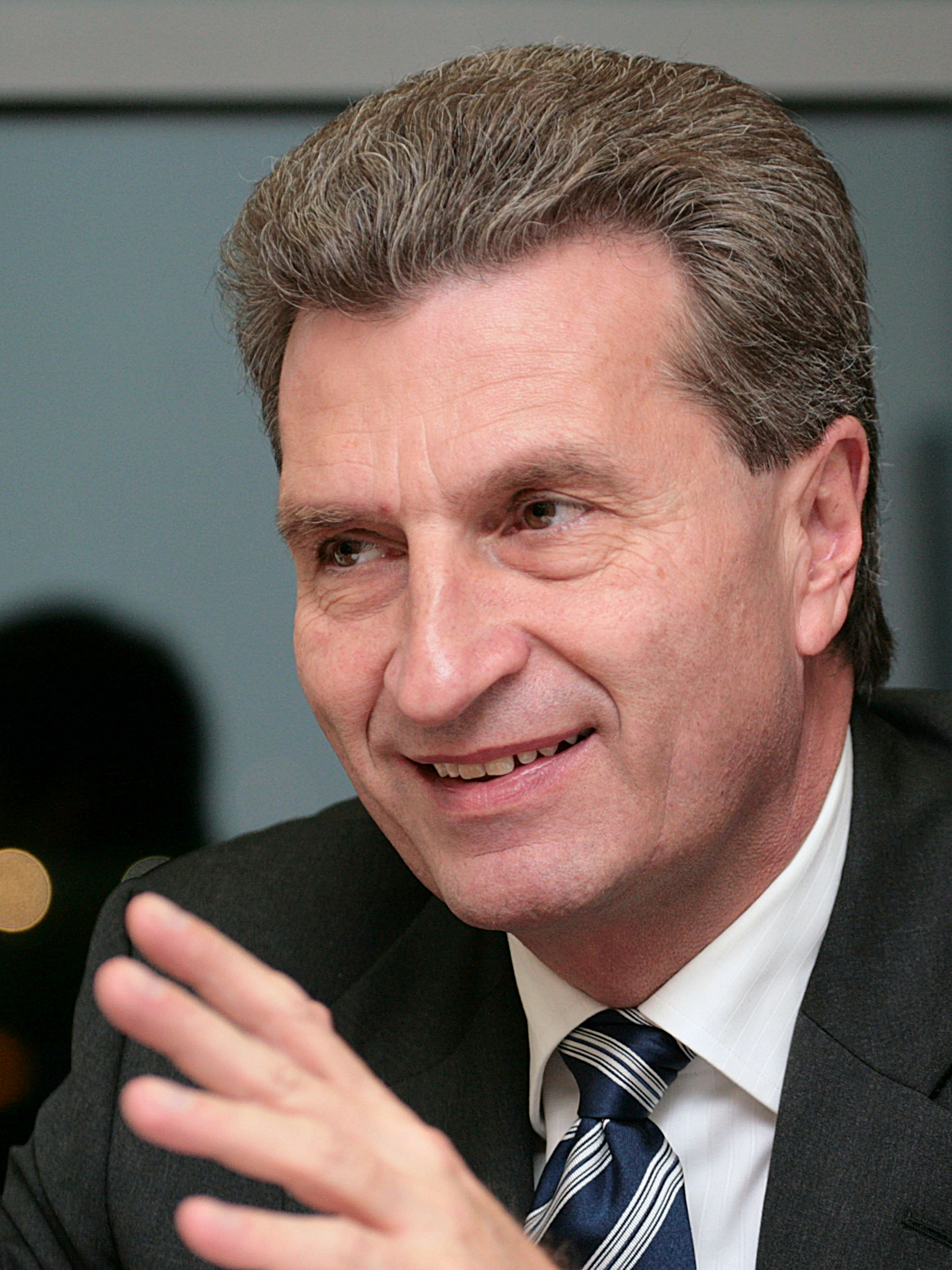
Günther Oettinger (2007)

Kurz nach seiner Antwort im niedersächsischen Landtag löste Wulff den Kredit der Geerkens durch einen Kredit der Baden-Württembergischen Bank (BW Bank) ab. Den Kontakt zur BW-Bank hatte Egon Geerkens für Christian Wulff hergestellt. Einen ersten Vertrag mit der BW Bank unterschrieb Wulff am 18. März 2010. Am 21. März 2010 unterzeichnete er ein kurzfristiges und rollierendes Geldmarktdarlehen zu einem Zinssatz zwischen 0,9 und 2,1 Prozent, mit dem er den von Geerkens gegebenen Privatkredit ablöste. Das Geldmarktdarlehen wurde durch einen langfristigeren Immobilienkredit der BW Bank ersetzt. Günther Oettinger, der damalige baden-württembergische Ministerpräsident, widersprach Gerüchten, er habe Wulff zu dem zinsgünstigen Kredit der landeseigenen BW Bank verholfen. Wulff weigerte sich zunächst, die BW Bank für Auskünfte über Details der Kreditvergabe vom Bankgeheimnis freizustellen. Experten vom Institut für Finanzdienstleistungen errechneten für das Darlehen der BW Bank über die gesamte Laufzeit von 14,5 Jahren einen Vorteil in Höhe von 107.800 Euro gegenüber üblichen Konditionen. Nach Informationen der Frankfurter Allgemeinen Zeitung wurden von den Investitionen in Höhe von 850.000 bis 900.000 Euro, die das Land Niedersachsen am Haus für die Sicherheit des damaligen Ministerpräsidenten vorgenommen hatte, 250.000 Euro bei der Wertermittlung der Immobilie für den BW-Bank-Kredit angerechnet.
Vor Weihnachten 2011 ließ Wulff erklären, er habe den Geldmarktkredit durch ein reguläres Immobiliendarlehen abgelöst. Am 27. Dezember 2011 bestätigte Wulffs Umfeld, dass die neuen Kreditbedingungen ab 2012 gelten sollen. Laut seiner Erklärung von Mitte Dezember nahm er im Dezember 2009 „Gespräche mit einem Privatkundenberater“ der Bank auf. Am 10. Dezember 2009 fand der umstrittene Nord-Süd-Dialog statt, eine Party von niedersächsischen und baden-württembergischen Politik-, Wirtschafts- und Showbusinessvertretern, bei der Wulff und sein Stuttgarter Amtskollege Oettinger (er war zu dieser Zeit auch Vorsitzender des Aufsichtsrates der LBBW. ) eine hervorgehobene Position hatten. Die Financial Times Deutschland meinte, Wulff habe mit der Annahme des günstigen Kredits nicht jeden Anschein einer Interessenkollision vermieden; er habe als Koordinator für die Reform der Landesbanken im Jahr 2007 sicherlich auch Kontakte zum Vorstand der LBBW gehabt. Daher sei wohl fraglich, ob er die Bank tatsächlich auf Empfehlung von Egon Geerkens ausgewählt habe.
Laut Staatsanwaltschaft ergab sich kein Anhaltspunkt für einen Rechtsverstoß. Die Staatsanwaltschaft erklärte, dass sich «weder aus dem Vorbringen der Anzeigeerstatter noch aus den bisherigen Presseveröffentlichungen und den durch die Bank vorgelegten Unterlagen zureichende tatsächliche Anhaltspunkte für eine verfolgbare Straftat ergeben».

### Geschäftliche Beziehung aus Wulffs Tätigkeit als Rechtsanwalt
Am 30. Januar 2012 wurde bekannt, dass – entgegen einer Aussage von Wulff am 28. Februar 2010 vor dem niedersächsischen Landtag, es habe in den „letzten zehn Jahren keine geschäftlichen Beziehungen zu Egon Geerkens gegeben“ – Geerkens langjähriger Mandant und bis 2007 auch Vermieter der Kanzleiräume der Anwaltssozietät Dr. Funk, Prof. Dr. Tenfelde und Partner war. In dieser war Wulff mehr als 15 Jahre tätig, trat für sie als Außensozius auf und war bis 2011 als freier Mitarbeiter beschäftigt.
Der Staatsrechtler Jörg-Detlef Kühne sah darin einen (weiteren) Verstoß gegen die niedersächsische Verfassung.
Wulffs Anwalt gab an, Wulff habe seit 1994 keine Einkünfte in der Kanzlei erzielt. Zudem sei er kein Partner der Kanzlei gewesen, so dass er in den Mietvertrag nicht einbezogen sei. Kühne wies darauf hin, dass Wulff wegen seiner Aufführung im Briefkopf aber wie ein Partner der Kanzlei hafte.

## Medienaffäre: Versuch der Beeinflussung der Presse

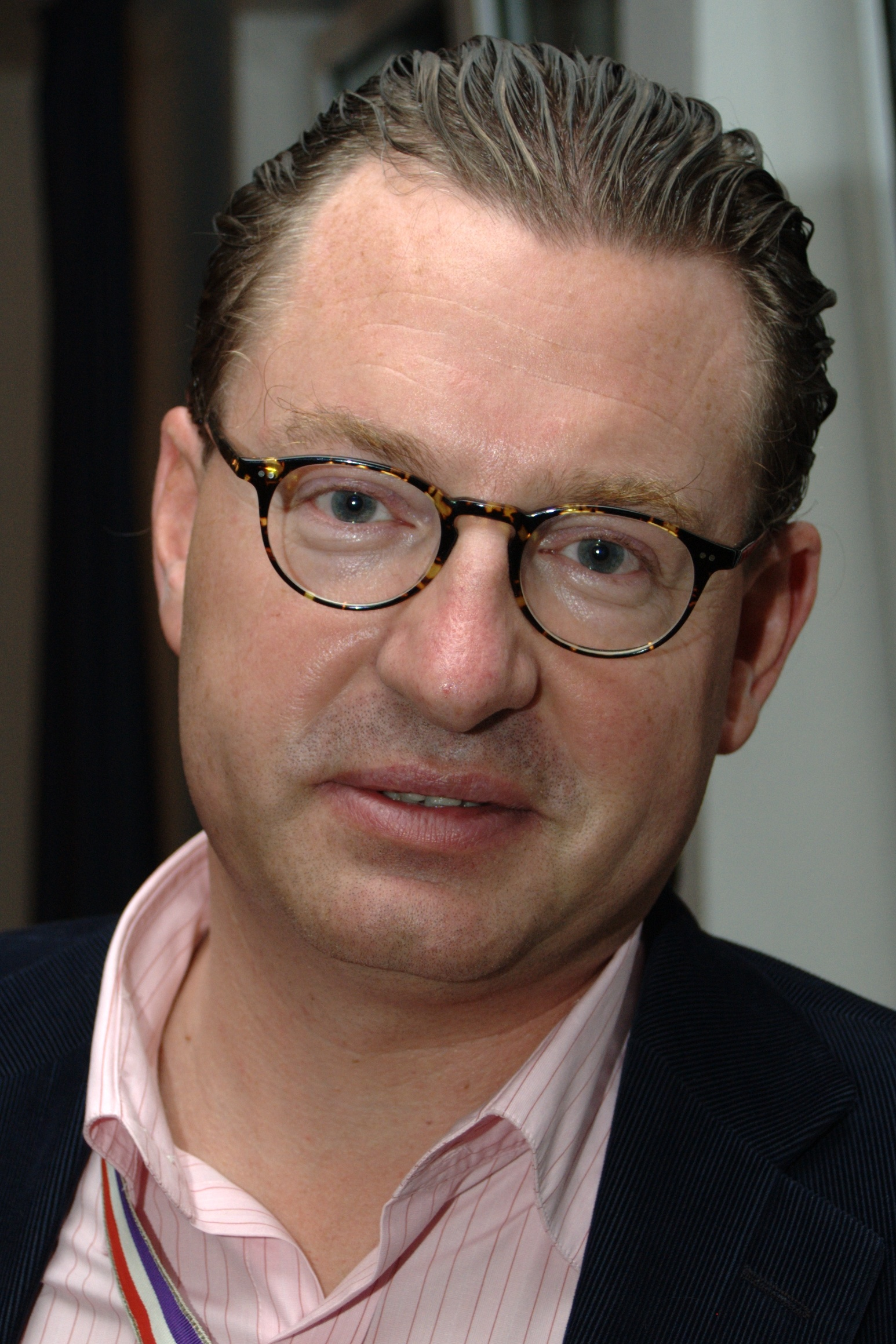
Eine Nachricht an Kai Diekmann auf dessen Handy-Mailbox war Auslöser der Medienaffäre.

Anfang Januar 2012 kam Christian Wulff erneut in die Kritik. Die Frankfurter Allgemeine Sonntagszeitung berichtete am 1. Januar 2012, dass Wulff am 12. Dezember 2011 – einen Tag vor Bekanntwerden der Kreditaffäre – versucht habe, bei Kai Diekmann, dem Chefredakteur des Boulevardblatts Bild, und bei Mathias Döpfner, dem Vorstandsvorsitzenden des Axel Springer Verlages, telefonisch und unter Androhung von Strafanzeigen die Berichterstattung zu verhindern.
Der Text der Mailbox-Nachricht wurde nicht veröffentlicht, jedoch zitierten zahlreiche Zeitungen Abschnitte daraus. Das Wiki „WulffPlag“ rekonstruierte den Text aus diesen Zitaten. Eine Veröffentlichung des Telefonats seitens Bild, wie von ihrem Chefredakteur Diekmann am 5. Januar 2012 in einem offenen Brief erbeten, lehnte Wulff zunächst ab. Nachdem ihm die Bild-Zeitung die Abschrift der Mailbox-Nachricht zukommen ließ, stellte Wulff die Veröffentlichung, die er als „Tabubruch“ bezeichnete, in die Verantwortlichkeit der Bild-Zeitung.
Vorausgegangen waren Fragen der Bild zum Kreditvertrag mit Edith Geerkens, den Wulff der Bild vorgelegt hatte, um Gerüchte über die Finanzierung seines Hauses auszuräumen. Michael Naumann zufolge habe er danach auch bei Friede Springer telefonisch versucht, gegen den Bild-Bericht zu intervenieren.
Die juristische Bewertung des Anrufs ist umstritten. Der frühere Verfassungsrichter Dieter Grimm verneint einen Verstoß gegen das Grundgesetz, während der Rektor der Hochschule für Verwaltungswissenschaften Joachim Wieland einen Verstoß gegen die Pressefreiheit sieht. Die Staatsanwaltschaft Berlin sah keinen Anfangsverdacht einer versuchten Nötigung oder anderen strafbaren Verhaltens und stellte das Verfahren ohne Aufnahme von Ermittlungen ein.
Der Deutsche Journalisten-Verband (DJV) wandte sich gegen jegliche Versuche Prominenter, Einfluss auf kritische Berichterstattung von Medien auszuüben. Der frühere Chefredakteur von Spiegel und Süddeutscher Zeitung, Hans Werner Kilz, wertete es als „das Normalste von der Welt, dass bei einem Chefredakteur das Telefon klingelt und ein Politiker am Apparat ist, dem etwas nicht passt“, ein „so törichtes Vorgehen“ habe er aber „noch bei keinem Spitzenpolitiker erlebt“. Der Medienethiker Alexander Filipović kritisierte das Medienverständnis Wulffs, da er „die Medien nicht als kritische Öffentlichkeit mit einer wichtigen Aufgabe begreift, sondern als Bühne, auf der man gut und schlecht dastehen kann“. Allerdings „blendet der Unterhaltungsjournalismus die politischen Dimensionen aus und wird seiner politischen Verantwortung nicht gerecht“. Später wurde bekannt, dass Wulff im Sommer 2011 bei der Zeitung Welt am Sonntag versucht hatte, einen Bericht über das Verhältnis zu seiner Halbschwester zu unterbinden.
In einem Doppelinterview von ARD und ZDF mit Ulrich Deppendorf und Bettina Schausten am 4. Januar 2012 räumte Wulff Fehler ein. Er bat um Verständnis für seinen Anruf beim „Bild“-Chefredakteur Diekmann und sagte dabei unter anderem, dass er nicht versucht habe, einen Artikel bezüglich seines Privatkredites zu verhindern, sondern lediglich gebeten habe, um einen Tag die Veröffentlichung zu verschieben. Er gab familiäre Gründe an. Dem widersprach noch am selben Abend der stellvertretende Bild-Chefredakteur Nikolaus Blome: „Es war ein Anruf, der ganz klar das Ziel hatte, diese Berichterstattung zu unterbinden.“

## Weitere Vorwürfe von Vorteilsnahme oder Vorteilsgewährung

### Angenommene Urlaubseinladungen
Im Rahmen der Kreditaffäre legte Christian Wulff im Dezember 2011 bei seinem Anwalt eine Liste mit sechs angenommenen Urlaubseinladungen zwischen 2003 und 2010 auf, vor seiner Wahl zum Bundespräsidenten. Insgesamt sechsmal verbrachte er danach einen kostenlosen Urlaub in folgenden privaten Räumlichkeiten: Dreimal folgte er der Einladung von Edith und Egon Geerkens, zweimal nach Spanien, einmal zum Jahreswechsel 2009/2010 nach New York, einmal der des Talanx-Aufsichtsrates Wolf-Dieter Baumgartl nach Italien, zweimal des Ehepaars Angela Solaro-Meyer und Volker Meyer nach Norderney. Ob es sich in jedem Einzelfall um Besuche der Freunde in ihren Ferienwohnungen handelte, blieb offen. Erklärt wird nur pauschal, dass die Urlaube “überwiegend gemeinsam mit den jeweiligen langjährigen Freunden” verbracht worden seien. Außerdem wird betont, die Einladungen hätten keinen Bezug zu Wulffs öffentlichen Ämtern gehabt und stünden daher im Einklang mit dem niedersächsischen Ministergesetz. Daher sei eine Anzeige bei der Landesregierung und eine Ausnahmegenehmigung zur Annahme eines finanziellen Vorteils nicht nötig gewesen.
Für den Strafrechtler Klaus Bernsmann handelt es sich bei diesen Fällen um „Klassiker der Vorteilsannahme“; er rügt die „ungewöhnliche Zurückhaltung“ der Staatsanwaltschaft.
Als Bundespräsident mietete Wulff lediglich kurz nach seinem Amtsantritt 2010 ein Appartement in der Ferienanlage des Unternehmers Carsten Maschmeyer auf Mallorca.

### Anzeigenkampagne für „Besser die Wahrheit“
Im Dezember 2011 wurde bekannt, dass Carsten Maschmeyer während des niedersächsischen Wahlkampfs im Herbst 2007 die Anzeigenkampagne für Hugo Müller-Voggs und Christian Wulffs Interviewbuch „Besser die Wahrheit“ mit 42.731,71 Euro aus seinem Privatvermögen finanziert hatte. Das Buch, in dem Wulff sein privates und politisches Leben beschreibt, diente laut Recherchen von „Bild“ auch zu Wahlkampfzwecken. Christian Wulff erklärte, nichts über die Hintergründe der Finanzierung der Anzeigenkampagne gewusst zu haben, was von einem Sprecher Maschmeyers bestätigt wurde.
Die halbe Auflage wurde von Partei- bzw. Geschäftsfreunden aufgekauft.

### Finanzierung des „Nord-Süd-Dialogs“
Am 20. Januar 2012 berichtete die Hannoversche Allgemeine Zeitung, die niedersächsische Landesregierung unter dem damaligen Ministerpräsidenten Wulff habe 2010 das Parlament belogen, als sie erklärte, es habe für den sog. Nord-Süd-Dialog „keine Beteiligung oder Finanzierung durch das Land“ gegeben. Der Nord-Süd-Dialog war eine private, gewinnorientierte Veranstaltung des Unternehmers Manfred Schmidt in den Jahren 2007 bis 2009, die die Zusammenarbeit niedersächsischer und baden-württembergischer Unternehmen fördern sollte und für die Christian Wulff und Günther Oettinger die Schirmherrschaft übernommen hatten. Entgegen der Aussage der Regierung finanzierte das Landwirtschaftsministerium Bücher, die auf der Veranstaltung den Besuchern geschenkt wurden.
Darüber hinaus wurde die Veranstaltung durch Servicekräfte der Medizinischen Hochschule Hannover unterstützt. Die MHH ging von einer Veranstaltung der Staatskanzlei aus und wurde vom damaligen Staatssekretär und Sprecher Christian Wulffs, Olaf Glaeseker gebeten, keine Rechnung zu stellen. Erst nach Bekanntwerden der Affäre erstellte die MH Hannover am 20. Januar 2012 eine Rechnung über 5.245 Euro plus Organisations- und Bekleidungspauschale zuzüglich Mehrwertsteuer zu Lasten der Firma von Veranstalter Manfred Schmidt.
Unklar ist, ob Wulff von der Beteiligung des Landes Kenntnis hatte und somit die Anfrage bewusst falsch beantwortete. Ein anderes damaliges Regierungsmitglied, der auch aktuell amtierende niedersächsische Finanzminister Hartmut Möllring, gab an, von der Finanzierung keinerlei Kenntnis gehabt zu haben; er sieht sich von Olaf Glaeseker hintergangen. Möllring teilte aber nach einer internen Überprüfung mit, Wulff habe die Antwort auf die Anfrage selbst genehmigt und den endgültigen Text mit handschriftlichen Verbesserungen mitgestaltet.
Anfang Februar 2012 wurde bekannt, dass zumindest dem damaligen Leiter der niedersächsischen Staatskanzlei Lothar Hagebölling bekannt gewesen sei, dass der Sprecher Wulffs, Olaf Glaeseker, dienstlich intensiv mit der Unterstützung Manfred Schmidts befasst gewesen sei. Der SPD-Abgeordnete Karl Lauterbach sieht die Aussage Wulffs daher als Lüge an und forderte den Rücktritt Wulffs.
Der Vorsitzende der Grünen im niedersächsischen Landtag, Stefan Wenzel, forderte nach Bekanntwerden dieser Vorwürfe entgegen seiner bis dahin abwartenden Haltung den Rücktritt Wulffs und nannte ihn einen „Lügner“. Aufgrund mehrerer Anzeigen wegen Verunglimpfung des Bundespräsidenten (§ 90 StGB) prüfte die Staatsanwaltschaft Hannover, ob ein strafwürdiges Verhalten vorlag und kam zu dem Schluss, dass es sich in diesem Fall um eine zulässige Meinungsäußerung handelte.
Wulff soll zudem entgegen früheren Angaben persönlich Sponsoren für den Dialog, unter anderem den damaligen Deutsche-Bahn-Chef Hartmut Mehdorn, angeworben haben.
Auch Ermittlungen in Bezug auf den Nord-Süd-Dialog ergaben keine Hinweise auf Rechtsverstöße.

### Vorwurf der Vorteilsannahme wegen Finanzierung der Feier nach der Wahl zum Bundespräsidenten
Der Veranstalter des Nord-Süd-Dialogs richtete nach Wulffs Wahl zum Bundespräsidenten auf dessen Wunsch hin eine Feier aus, deren Gästeliste mit Wulff abgesprochen war, und finanzierte sie; es waren unter anderem Sponsoren des Nord-Süd-Dialogs anwesend. Der Staatsrechtler Hans Herbert von Arnim sieht wegen der Absprache über die Gästeliste eine Vorteilsannahme durch Wulff, weshalb die Staatsanwaltschaft ermitteln müsse. Die Staatsanwaltschaft hat Ermittlungen gegen den Veranstalter Manfred Schmidt wegen Bestechung aufgenommen.
Wulff soll zudem persönlich Gäste zum Fest eingeladen haben. Dies geht aus E-Mails hervor, die auf dem Computer von Wulffs ehemaligen Sprecher Olaf Glaeseker gefunden wurden; der Computer wurde wegen Verdachts auf Vorteilsannahme gegen Glaeseker staatsanwaltschaftlich beschlagnahmt. Wulff hatte zuvor angegeben, es habe sich um eine für ihn von Manfred Schmidt ausgerichtete Feier gehandelt.
Es ist bekannt, dass Schmidt für die Feier und damit die Gelegenheit des Networking zumindest in Einzelfällen Eintrittsgelder in Höhe von 3.000 Euro verlangte; Wulff sprach zuvor stets von einer „privaten Feier“.

### Vorwurf der unentgeltlichen Nutzung eines Vorserienmodells von Audi und eines Bobby Cars
Anfang Februar 2012 berichteten mehrere Zeitungen, Wulff bzw. seine Frau hätten Mitte 2011 bis Dezember 2011 ein Vorserienmodell des Audi Q3 aus dem VW-Konzern zu „Promotionszwecken“ unentgeltlich zur Verfügung gestellt bekommen. Wulffs Anwälte widersprachen dieser Darstellung und gehen von einer gezielten „Falschberichterstattung“ aus; gegen die Berichterstattung wurde eine einstweilige Verfügung erwirkt. Die Berliner Zeitung, die über die unentgeltliche Nutzung berichtet hatte, hält diese Behauptung aufgrund neuer Erkenntnisse nicht aufrecht; sie hält aber an ihrer (auch in der einstweiligen Verfügung nicht angegriffenen) Berichterstattung fest, der Wagen sei bei Audi bestellt und nach Berlin geliefert worden. Laut einem Bericht von Spiegel Online wurde der Wagen nach der Auslieferung von Bettina Wulff nicht angenommen, da ein Vorserienwagen nicht wie üblich zugelassen werden kann und sie nicht mit roten Nummernschildern fahren wollte.
Dem beteiligten Berliner Audi-Zentrum wurde auch vorgeworfen, Bettina Wulff marktunübliche Konditionen beim Kauf eines Neuwagens Audi Q3 sowie der Zurverfügungstellung eines Leihwagens gleichen Typs bis zur Auslieferung des Bestellfahrzeugs gewährt zu haben. Über das Autohaus war bereits berichtet worden, da es Wulff anlässlich des Geburtstags seines Sohnes ein Bobby-Car geschenkt hatte und der Geschäftsführer zum Sommerfest 2012 nach Bellevue eingeladen wurde. Wulff wies alle mit den Vorgängen verbundenen Vorwürfe zurück.
Die Staatsanwaltschaft Berlin prüfte die Aufnahme von Ermittlungen. Dabei ging es um das Bobby-Car, um Kleider, die Bettina Wulff zur Hochzeit überlassen wurden, sowie die Nutzung des Audi. Laut Wulffs Anwälten stand das Bobby-Car im Schloss Bellevue in der „Kinderspielecke“ für Besucherkinder. Die Kleider seien in der Steuererklärung berücksichtigt worden. Die gerichtliche Prüfung ergab keine Regelverstöße.
Wulff wurde auch ein Verstoß gegen das niedersächsische Ministergesetz vorgeworfen, weil er im Jahr 2010 einen Škoda zum (billigeren) Tarif für VW-Mitarbeiter geleast hatte; Wulff konnte diesen Mitarbeitertarif in Anspruch nehmen, da er als Repräsentant des Landes Niedersachsen, das einen Anteil der VW-Aktien besitzt, einen Aufsichtsratsposten innehatte.
Auch in diesen Fällen konnte die Staatsanwaltschaft keine Rechtsverstöße nachweisen. Die Berliner Staatsanwaltschaft stellte ihre Ermittlungen gegen den zurückgetretenen Bundespräsidenten Christian Wulff wegen Vorteilsannahme ein. Es gebe keinen Anfangsverdacht für strafbares Verhalten von Wulff, sagte der Sprecher der Anklagebehörde, Martin Steltner. Laut Berliner Staatsanwaltschaft ging es um das geschenkte Bobby-Car, die Leasing-Konditionen für den Audi Q3 und das Kleider-Sponsoring für Wulff-Ehefrau Bettina.

### Vorwurf der Bezahlung von Reisen durch David Groenewold
Der Filmproduzent David Groenewold bezahlte mehrfach Reiserechnungen für Wulff mit seiner Kreditkarte. Wulff behauptete, er habe Groenewold diese Kosten stets bar erstattet.
Hinsichtlich einer Reise nach Sylt im Jahr 2007 zahlte Wulff nach eigenen Angaben die Kosten für das Zimmer noch an der Rezeption in bar an Groenewold und beglich zugleich die Nebenkosten per Kreditkarte; Wolfgang Kubicki hielt diese Darstellung für „lebensfremd“ und unglaubwürdig. Groenewold rief das Hotel Mitte Januar 2012 an und verlangte die Belege der damaligen Reise; auf Weigerung des Hotels, diese zu schicken, holte er sie schließlich persönlich ab. Der Oppositionsführer im Niedersächsischen Landtag Thomas Oppermann sprach von „Vertuschungen und Verdunkelungsaktionen“; er stützte seinen Verdacht darauf, dass die SPD zu dem Zeitpunkt, als Groenewold die Belege abholte, eine Frage an die Landesregierung gestellt habe, welche Gelder dieser als Filmproduzent vom Land erhalten habe. Groenewold bestritt nicht, die Belege vom Hotel gefordert zu haben; er widersprach aber der Darstellung, es habe sich um einen Vertuschungsversuch gehandelt.
Laut Oberstaatsanwalt Frank Lüttig war dieser Bericht der Bildzeitung entscheidend für den Antrag auf Aufhebung der Immunität von Christian Wulff:
Die Welt: „An welcher Stelle war dieser Punkt erreicht?“
Lüttig: „In dem Moment, als in der Presse zu lesen war, dass David Groenewold versucht, Beweise aus der Welt zu schaffen.“
„Auf den angesprochenen Bericht aus der ‚Bild‘-Zeitung hätte sich die Staatsanwaltschaft aber gar nicht stützen dürfen, verdeutlicht (Rechtsanwalt) Sauer. Denn am 14. Februar, also zwei Tage zuvor, erließ das Landgericht Köln eine einstweilige Verfügung, in der sie dem Blatt unter Androhung eines Ordnungsgeldes in Höhe von 250.000 Euro beziehungsweise Ordnungshaft von sechs Monaten untersagte, weiter zu verbreiten, dass Groenewold im Hotel ‚Stadt Hamburg‘ gefordert habe, ihm Rechnungen und Belege auszuhändigen und dass ‚offenbar ein weiterer Luxus-Urlaub vertuscht‘ werden sollte. Diese Kölner Entscheidung basierte unter anderem auf einer Erklärung des Hotels ‚Stadt Hamburg‘, wonach Groenewold ‚zu keinem Zeitpunkt‘ darum gebeten habe, ‚die Unterlagen zu Ihrem Aufenthalt in unserem Hause zu vernichten, zu manipulieren oder ähnliches‘.“ Der Springer-Verlag erkannte am 18. Juni die Einstweilige Verfügung als rechtskräftig an.
Wulff hatte sich in den Jahren 2005 und 2006 für Belange der Filmindustrie eingesetzt, die u. a. Groenewold zugutekamen. Zudem gewährte das Land Niedersachsen einer Gesellschaft, an der dieser beteiligt war, eine Bürgschaft über vier Millionen Euro. Der Filmemacher habe die Firma laut eigener Aussage nach Niedersachsen verlegt, weil Wulff dort „mit viel persönlichem Einsatz wichtige Impulse für die Weiterentwicklung der Medienlandschaft“ gebe.
Laut Hans Herbert von Arnim würden Verheimlichungshandlungen ein Indiz für einen Korruptionsfall darstellen. Die Staatsanwaltschaft Hannover prüfte, ob wegen der Vorwürfe ein Ermittlungsverfahren einzuleiten sei.
Die Vorwürfe führten erneut zu zahlreichen Rücktrittsforderungen, unter anderem von Thomas Oppermann und Claudia Roth.

## Tätigkeit als Aufsichtsrat von Volkswagen
Laut Frankfurter Allgemeine Zeitung vom 6. Januar 2012 forderten „fast 70 Banken, Versicherungen und Fonds“ (Aktionäre der VW-AG) von Wulff „Schadensersatz in Höhe von insgesamt 1,8 Milliarden Euro“; im Zusammenhang mit der gescheiterten Übernahme von Volkswagen durch Porsche werden Wulff „Versäumnisse“ und „Falschinformationen des Kapitalmarkts“ angelastet. Eine Anfang Februar 2012 bekannt gewordene Aktennotiz der Hannoveraner Staatskanzlei sollte diesen Vorwurf erhärten.
„Die Finanzaufsicht BaFin hat unterdessen ihre Untersuchung über die Rolle von Ex-Bundespräsident Christian Wulff bei der gescheiterten Übernahme von VW durch Porsche abgeschlossen und einen Bericht an das Bundesfinanzministerium übermittelt. Die Behörde kommt darin zu dem Ergebnis, dass es keine Anhaltspunkte dafür gebe, dass Wulff in seiner Zeit als niedersächsischer Ministerpräsident und VW-Aufsichtsrat gegen Ad-hoc-Pflichten verstoßen habe.“

## Kritik am Umgang mit den Vorwürfen

### Vorwurf der bewussten Irreführung der Öffentlichkeit
Häufig bemängelt wurden Wulffs Reaktionen mit der Begründung, dass er Fakten falsch oder verfälschend dargestellt habe. In seinem Fernsehinterview sagte Wulff beispielsweise, ein Unternehmer, bei dem er Urlaub gemacht habe, sei „heute sozusagen Pensionär“, obwohl dieser dem Aufsichtsrat eines Versicherungskonzerns angehörte; ebenso stellte er die kostenlosen Urlaube so dar, als sei es lediglich darum gegangen, „fünf, sechs Tage dort in Italien oder sieben Tage bei Freunden, mit den Freunden zusammen zu kochen, zu frühstücken, im Gästezimmer zu schlafen“, obwohl die Gastgeber teils gar nicht, teils nur kurzzeitig anwesend waren.
Dieses Verhalten wurde oft als „taktisches Verhältnis zur Wahrheit“ kritisiert, für die auch das Verb „wulffen“ Verbreitung fand.
Allerdings muss man auch eine teils bewusste Irreführung der Öffentlichkeit durch die Medien bemängeln. Besonders eklatant war dabei der Rufmord an
Christian Wulffs Gattin Bettina. Die Veröffentlichung ihrer angeblichen Vergangenheit im Rotlichtmilieu in der Berliner Zeitung und deren Zitierung in der ARD-Sendung mit Günther Jauch vor einem Millionenpublikum war einer der Höhepunkte dieser Verleumdungskampagne.

### Vorwurf des gebrochenen Transparenzversprechens
In der Interview-Sendung bei ARD und ZDF Anfang Januar 2012 erklärte Wulff:

„Morgen früh werden meine Anwälte alles ins Internet einstellen. Dann kann jede Bürgerin, jeder Bürger, jedes Detail zu den Abläufen sehen.“

Tags darauf erschien eine sechsseitige Zusammenfassung der Vorgänge aus Sicht der Kanzlei Redeker Sellner Dahs durch Rechtsanwalt Gernot Lehr. Mehrere Minuten später in derselben Interview-Sendung hatte Wulff jedoch noch gesagt:

„Also bei 400 Fragen – und wenn gefragt wird, was es zu essen gab bei Ihrer ersten Hochzeit und wer Ihre zweite bezahlt hat und ob Sie den Unterhalt für Ihre Mutter gezahlt haben – und ich könnte jetzt tausend Sachen mehr nennen – und wer die Kleider für Ihre Frau bezahlt hat, welche geliehen waren, welche sozusagen als geldwerter Vorteil versteuert werden –, dann kann ich nur sagen: Ich geb Ihnen gern die 400 Fragen, 400 Antworten.“

In der Legal Tribune Online vertrat Martin W. Huff die Auffassung, die mit der angekündigten Offenlegung verknüpften juristischen Fragen seien nur durch pauschale Zusammenfassung des schon Bekannten lösbar, weil andernfalls die individuellen Rechte der einzelnen Journalisten tangiert würden. Am 12. Januar gaben Die Zeit, Die Welt, Bild, Der Spiegel, die Berliner Zeitung und die Frankfurter Rundschau die Veröffentlichung ihrer Anfragen frei. Am Tag darauf dokumentierte die Welt-Gruppe alle ihre Fragen samt Antworten im Internet. Gleichzeitig wurde bekannt, dass Rechtsanwalt Lehr schon am 23. Dezember Presseanfragen der Welt zur Kreditaffäre Wulffs an die Frankfurter Allgemeine Sonntagszeitung weitergeleitet hatte. Am 18. Januar stellte die oben genannte Kanzlei drei Dokumentenpakete von insgesamt 237 Seiten ins Netz, mit Kopien der Einzelanfragen von Journalisten per E-Mail und der zugehörigen Antworten, soweit von diesen (ggf. eingeschränkt) freigegeben. Im Zuge weiterer Freigaben wurden diese Dokumente später im Umfang erweitert.

## Reaktionen

### Recht und Politik

#### Staatsanwaltschaftliche Ermittlungen und Antrag auf Aufhebung der Immunität
Am 16. Februar 2012 beantragte die Staatsanwaltschaft Hannover die Aufhebung der Immunität von Christian Wulff, um Ermittlungen wegen Vorteilsannahme und Vorteilsgewährung einzuleiten. Kurz zuvor hatte die niedersächsische Staatskanzlei die Akten über die Finanzierung des Nord-Süd-Dialogs sowie über die Bürgschaftszusage an den Filmunternehmer Groenewold an die Staatsanwaltschaft übergeben. Auch die Staatsanwaltschaft Berlin prüfte die Aufnahme eines Ermittlungsverfahrens wegen Vorteilsannahme. Schon Mitte Januar hatten mehrere Strafrechtsprofessoren, unter anderem Klaus Volk und Thomas Rönnau, es als ungewöhnlich bezeichnet, dass die Staatsanwaltschaft nicht umfassender ermittelt. Bernd Schünemann ist der Ansicht, es gebe bereits aus der Berichterstattung genügend tatsächliche Anhaltspunkte. Mit dem Rücktritt endete gleichzeitig die Immunität des Bundespräsidenten.
Ende Mai 2012 stellte die Berliner Staatsanwaltschaft ihr Prüfungsverfahren mangels bestehenden Anfangsverdachtes ein, da keine tatsächlichen Anhaltspunkte für eine unrechtmäßige Vereinbarung und damit strafbares Verhalten von Wulff vorlägen. Es seien ihm zwar von Unternehmen Vorteile gewährt worden (ein geschenktes Bobby Car, günstige Leasingkonditionen für einen Audi Q3, Kleidersponsoring für Bettina Wulff), teils sei das auch intransparent geschehen, die Firmen hätten Wulff jedoch vor allem als Werbeträger nutzen wollen, nicht um sich politische Vorteile zu verschaffen.

#### Klage vor dem Staatsgerichtshof
Die Opposition im niedersächsischen Landtag reichte am 21. Februar 2012 eine Klage beim niedersächsischen Staatsgerichtshof ein. Sie sieht in den Auskünften zur Finanzierung des Nord-Süd-Dialogs eine Täuschung des Parlaments.

#### Rücktrittsforderungen und Rücktritt
Bereits kurz nach Beginn der Berichterstattung wurden von Politikern der Opposition und einzelnen CDU-Politikern (wie z. B. Vera Lengsfeld) Rücktrittsforderungen laut. Auch Personen des öffentlichen Lebens, wie der Wissenschaftler Dieter Grimm, der Internetaktivist Martin Heidingsfelder und Marcel Reich-Ranicki forderten den Rücktritt des Bundespräsidenten. Der SPD-Vorsitzende Sigmar Gabriel rückte von seiner Ende Dezember geäußerten Auffassung, ein Rücktritt würde zu einer Staatskrise führen, ab und äußerte Anfang Februar 2012, Wulff sei „eigentlich schon kein Bundespräsident mehr, er residiert nur noch im Schloss Bellevue“.
Nach dem von David Groenewold 2007 bezahlten und angeblich in bar erstatteten Hotelaufenthalt auf Sylt forderten weitere führende Politiker aller Parteien außer der CDU den Rücktritt; Angela Merkel sprach Wulff weiterhin ihr Vertrauen aus.
In der Bevölkerung sank zunächst die Zustimmung für Wulff bis zu seinem Fernseh-Interview Anfang Januar 2012. Laut ARD-Deutschlandtrend war vor dem Fernseh-Interview eine knappe Mehrheit für seinen Rücktritt. Nach dem Interview war eine knappe Mehrheit für seinen Verbleib; diese Zahl sank im Laufe des Monats Januar wieder. Anfang Februar sprachen sich 54 % der Befragten für einen Rücktritt aus.
Zum ersten Mal in der Geschichte der Bundesrepublik gab es Demonstrationen mit dem Ziel, den Bundespräsidenten zum Rücktritt zu bewegen. Die in Berlin ansässige Vereinigung 17. Juni 1953 e. V. stellte darauf in einer Erklärung klar, dass es „Ausdruck erkämpfter Freiheit ist, auch gegen einen Bundespräsidenten demonstrieren zu dürfen.“ Fragwürdig werde eine solche Demonstration aber dann, wenn sich daran Personen führend beteiligen, die „zumindest in der Vergangenheit ein offenbar gestörtes Verhältnis zu demokratischen Gepflogenheiten“ gezeigt hätten. Auch sei der angeführte Sitz des Verwaltungsbüros des anmeldenden Vereins, Haus der Demokratie, Greifswalder Straße 4, in diesem Zusammenhang eher eine „Beleidigung vormaliger Bürgerrechtler, die sich nach dem Zusammenbruch der zweiten Diktatur dort gesammelt hätten, um sich für ein freies und demokratisches Deutschland zu engagieren.“
Am 17. Februar 2012 trat Christian Wulff vom Amt des Bundespräsidenten zurück. Er begründete seinen Schritt mit dem geschwundenen Vertrauen.

#### Diskussion über den Ehrensold
Bereits vor dem Rücktritt haben sich zwei rechtswissenschaftliche Gutachten − das eine von Hans Herbert von Arnim, das andere vom wissenschaftlichen Dienst des Bundestags – mit der Frage auseinandergesetzt, ob Wulff im Falle eines Rücktritts den sog. Ehrensold in Höhe von rund 200.000 Euro pro Jahr erhielte. Denn das Gesetz sieht einen Anspruch nur bei einem Rücktritt aus gesundheitlichen oder politischen Gründen vor. Beide Gutachten kamen zu dem Ergebnis, dass es sich um einen Rücktritt aus persönlichen Gründen handeln würde und Wulff daher kein Ehrensold zustände. Von Arnim wies darauf hin, dass Wulff auch keine anderen Versorgungsansprüche habe und daher über Jahre „mittellos dastünde“; dies interpretierte er als ein maßgebliches Motiv Wulffs, im Amt bleiben zu wollen. Die Einschätzung von Arnims findet bei Staatsrechtlern Zustimmung und Widerspruch.
Das Bundespräsidialamt teilte Anfang März 2012 mit, dass Wulff den Ehrensold erhalte, da es sich um einen Rücktritt aus politischen Gründen gehandelt habe. Der Ausschuss für Haushaltspolitik des Bundestages schloss sich dieser Einschätzung an. Die Zuständigkeit des Bundespräsidialamts wird in der Rechtswissenschaft bestritten. Zuständig sei das Bundesministerium des Innern, weshalb der Bescheid des Bundespräsidialamts rechtswidrig sei.
Die Frage löste eine öffentliche Diskussion über die Berechtigung Wulffs und die Angemessenheit der Höhe des Ehressoldes aus. In der Bevölkerung fanden es zum Zeitpunkt der Entscheidung 84 % falsch, dass Wulff den Ehrensold bekommt. Wulff hatte selbst wenige Tage vor Beginn seiner Amtszeit als Bundespräsident gesagt, der Ehrensold sei zu hoch; man müsse dort „Abstriche“ machen.

#### Großer Zapfenstreich zum Abschied
Am 8. März 2012 erhielt Christian Wulff eine Abschiedszeremonie, den Großen Zapfenstreich der Bundeswehr in Berlin. Als Gast nahmen unter anderem Bundeskanzlerin Merkel und Mitglieder der Bundesregierung teil. Hingegen sagten vier Bundestagsvizepräsidenten, die vier damals noch lebenden ehemaligen Bundespräsidenten (Horst Köhler, Roman Herzog, Richard von Weizsäcker und Walter Scheel), der Präsident sowie der Vizepräsident des Bundesverfassungsgerichts ihre Teilnahme ab.
In der Nähe der Veranstaltung kam es zu einer Demonstration mit mehreren hundert Bürgern, die durch lautes Vuvuzelagetöse und Zwischenrufe den Zapfenstreich stören wollten. Die Polizei Berlin stellte Vuvuzelas sicher, um „die andauernde akustische Störung der Festveranstaltung zu unterbinden“. Dennoch waren die Störgeräusche selbst im Schloss gut zu hören.
Anschließend zog sich Wulff für einen Aufenthalt zur Erholung in ein Kloster zurück.

### Kritik am Vorgehen gegen Wulff

#### Bewertung der Berichterstattung der Medien
Die Berichterstattung in der „Wulff-Affäre“ wird ambivalent bewertet. Auf der einen Seite wird Bild, Spiegel, F.A.Z. und Süddeutsche Zeitung, aber auch den öffentlich-rechtlichen Rundfunkanstalten und Fernsehsendern vorgeworfen, ihrer Informationspflicht gegenüber der Bevölkerung über die bereits vor der Wahl zum Bundespräsidenten erkennbar gewesenen späteren Vorwürfe nicht nachgekommen zu sein, ferner übertrieben kritisch zu Lasten Wulffs berichtet und sich „manipulativer Taktiken“ bedient zu haben. Es wurde auch über eine sogenannte „Medienkampagne“ spekuliert. Auf der anderen Seite wird die Berichterstattung gelobt, da die Medien als Teil der Öffentlichkeit umso wichtiger seien, je weniger andere Instanzen wie Staatsanwaltschaft und Gerichtsbarkeit als Kontrollinstanzen fungierten.
Die Berichterstattung der Bild-Zeitung über die „Kreditaffäre“ wurde mit dem Henri-Nannen-Preis im Bereich „Investigativer Journalismus“ ausgezeichnet. Die Verleihung sorgte für einen Eklat, da die ebenfalls ausgezeichneten Redakteure der Süddeutschen Zeitung ihren Preis aus Protest gegen die Auszeichnung der Bild-Zeitung ablehnten.
Der Journalist Michael Götschenberg sieht in seinem Buch „Der böse Wulff“ die Bild-Berichterstattung als Kampagne: „Zumindest ein Teil der Medien war damals mit einer Mission unterwegs. Meines Erachtens ging es darum, den Mann aus dem Amt zu entfernen. Ich würde nicht alle über einen Kamm scheren, aber zumindest der Bild-Zeitung würde ich attestieren, dass sie eine Kampagne gegen Wulff gefahren hat. Mit Sicherheit.“
Unter dem Titel „BILD und Wulff – ziemlich beste Partner“ erschien eine Fallstudie der Otto Brenner Stiftung (OBS). Der Medienwissenschaftler Hans-Jürgen Arlt und der Publizist Wolfgang Storz werteten in akribischer Kleinarbeit die letzten fünf Jahre der Bild-Berichterstattung über Christian Wulff aus. Die Studie zeigt die dubiose Rolle, welche die Bild in der Wulff-Affäre spielte und wie sie Wulffs Anruf manipulativ nutzte.

#### Kritik an der Staatsanwaltschaft nach dem Freispruch
Im Nachhinein gibt es die Ansicht, die Ermittlungen der Staatsanwaltschaft seien massiv überzogen gewesen. Nachdem diese ihre Revision zurückgenommen hatte, erstattete Rechtsanwalt Gernot Fritz Strafanzeige gegen Beamte der Staatsanwaltschaft Hannover. Er sah einen begründeten Anfangsverdacht der Rechtsbeugung und der Verletzung von Privatgeheimnissen (§ 203 Abs. 2 Nr. 1 StGB). Die Strafanzeige gehe auf die intensiven Pressekontakte einiger ermittelnder Staatsanwälte zu Journalisten zurück. Immer wieder seien für belastend gehaltene Ermittlungsergebnisse an die Medien gelangt, was nicht lediglich zufällig passiert sein könne. Zudem sei das Gebot der Verhältnismäßigkeit (Nr. 4 RiStBV) bei den staatsanwaltlichen Ermittlungen grob verletzt worden. Mit Blick auf die konkreten Tatvorwürfe sei die Einrichtung einer 28-köpfigen Ermittlungsgruppe mit vier Staatsanwälten fernab dessen, was als verhältnismäßig zu betrachten wäre. Der Rechtsanwalt Gernot Fritz ist Mitautor des Bonner Kommentars zum Grundgesetz und war bis 1999 stellvertretender Leiter des Bundespräsidialamts. Nach seiner Ansicht dränge sich der Verdacht auf, dass „die Strafverfolgungsbehörden sich nicht auf die gebotene Sachaufklärung beschränkt, sondern das Ziel verfolgt haben, die rechtlich gebotene Einstellung des Ermittlungsverfahrens zu vermeiden, indem ständig neue, aber zur Erhärtung des Tatvorwurfs nicht naheliegende Spuren verfolgt wurden.“
Auch Heribert Prantl von der Süddeutschen Zeitung, einst selbst Staatsanwalt und Richter, vertrat am 1. März 2014 (nach Wulffs Freispruch durch das Landgericht) die Ansicht, die Ermittlungen gegen Wulff seien ein Muster der Unverhältnismäßigkeit. „Es mag sein, dass der Staatsanwaltschaft vor zwei Jahren, angesichts der von der Bild-Zeitung geschürten flächendeckenden Empörung, kaum etwas anderes übrig blieb als Ermittlungen einzuleiten, um sich nicht den Vorwurf zuzuziehen, die ‚Großen‘ laufenzulassen. Man muss gleichwohl die Frage stellen, die Roman Herzog schon nach dem Rücktritt Wulffs aufgeworfen hat – die Frage nämlich, ob nicht die Verfassung geändert werden muss, auf dass so etwas nie wieder passieren kann: Bei einem schweren Verbrechen eines Bundespräsidenten hat laut deutscher Verfassung das Bundesverfassungsgericht in Karlsruhe darüber zu entscheiden, ob er des Amtes enthoben wird. Bei vergleichsweise leichten angeblichen Vergehen, die sich dann sogar als Nichtvergehen herausstellen, reicht es aus, wenn irgendein Staatsanwalt daherkommt. Das darf nie wieder sein.“

### Kultur

#### Satirische Aufarbeitung
Die „Wulff-Affäre“ war Gegenstand zahlreicher Karikaturen, satirischer Beiträge und Witze, auch bei der Karnevalssession 2011/12. Bei Twitter wurden unter Hashtag #wulfffilme spöttische Filmtitel verbreitet. Das Satiremagazin Extra 3 des NDR arbeitete Loriots bekannten Sketch Der Lottogewinner auf die Affäre um; WDR 5 veröffentlichte einen fiktiven Mitschnitt des Anrufs von Wulff auf Kai Diekmanns Anrufbeantworter. Oliver Kalkofe parodierte in einem Mitte Februar 2012 auf Youtube veröffentlichten Video das ARD/ZDF-Interview vom 4. Januar 2012.
Einige Firmen nutzten die Wulff-Affäre, indem sie in ihrer Werbung darauf anspielten.

#### In der Literatur
In Elfriede Jelineks Prosawerk rein GOLD. ein bühnenessay von 2012/2013, einem Streitgespräch zwischen B: Brünnhilde und W: Wotan, der Wanderer auf den Fährten von Richard Wagners Werk Der Ring des Nibelungen, wird die Immobilien-Kreditaufnahme von Wulff als einer von zwei deutschen Skandalen des Winters 2011/12 aufgegriffen. Der Text stellt Verbindungen zwischen ökonomischer und politischer Korruption her. Bei dem zweiten Skandal handelt es sich um die Überfälle und Morde des NSU. Jelinek setzt sich darin kritisch und polemisch mit deutscher Heldensymbolik und ökonomischer Enthaltsamkeit auseinander.

#### Fernsehfilm
Am 25. Februar 2014 (zwei Tage vor Wulffs Freispruch) strahlte Sat.1 das Dokudrama Der Rücktritt von Nico Hofmann über die letzten 68 Tage Wulffs als Bundespräsident aus. Kai Wiesinger erhielt für seine Rolle als Wulff 2014 den Bayerischen Fernsehpreis „Blauer Panther“.